# Francisco Pagano
Francisco Antonio Pagano Siciliani (Montevideo, Uruguay, 9 de junio de 1898 - Montevideo, Uruguay, 19 de junio de 1981) fue un magistrado uruguayo, quien se desempeñó como Fiscal de Corte y Procurador General de la Nación en forma interina entre 1959 y 1961.

## Primeros años
Nació en Montevideo el 9 de junio de 1898, hijo de Francisco Pagano y Angela Siciliani o Ceciliani.
A partir de 1917 trabajó como auxiliar en la Fiscalía,cargo al que renunció en 1923.
Paralelamente cursó estudios en la Facultad de Derecho de la Universidad de la República, donde se graduó como abogado.

## Fiscal Letrado
En octubre de 1929 regresó al Ministerio Público, esta vez como Adjunto de la Fiscalía de lo Civil,cargo que ocupó durante diez años.
Vacante la titularidad de la Fiscalía de lo Civil de Primer Turno, en noviembre de 1939 se lo designó en forma interina a cargo de la misma,y en enero de 1940, previa venia de la Cámara de Senadores,fue nombrado Fiscal de lo Civil de Primer Turno.
Ocupó este puesto durante más de veinte años.

## Encargado de la Fiscalía de Corte
Al quedar vacante la Fiscalía de Corte en agosto de 1959 por el retiro de Aníbal Abadie Santos, el Consejo Nacional de Gobierno designó interinamente en el cargo de Fiscal de Corte y Procurador General de la Nación a Pagano en su carácter de Fiscal en lo Civil más antiguo.
Ejerció dicho interinato durante casi dos años, hasta que en marzo de 1961 renunció al mismo para acogerse a la jubilación.
Fue sucedido en el cargo por Julio Viana, quien continuó también en forma interina, hasta que en 1963 se designó a Guido Berro Oribe como nuevo Fiscal de Corte titular.

## Fallecimiento
Contrajo matrimonio con Sara Elhordoy, de quien enviudó en 1958 y con quien tuvo tres hijos, Edith Gladys Sara, Adolfo Mario y Julio César Pagano Elhordoy.
Francisco Pagano falleció en Montevideo el 19 de junio de 1981, poco después de cumplir 83 años de edad.